# Maria Lourdes Sereno
Maria Lourdes "Meilou" Aranal-Sereno (tl; nascida Maria Lourdes Punzalan Aranal; 2 de julho de 1960) é uma advogada e juíza filipina que atuou como juíza-chefe de facto da Suprema Corte das Filipinas de 2012 a 2018.
Nomeada como juíza associada pelo presidente Benigno Aquino III em agosto de 2010, ela se tornou a segunda pessoa mais jovem (aos 52 anos) a assumir o cargo de juíza chefe em agosto de 2012. É considerada a primeira mulher chefe de um órgão judicial em qualquer Estado soberano do Sudeste Asiático.
Ela foi destituída do cargo por meio de uma decisão de 8 a 6 da Suprema Corte sobre uma petição de quo warranto, tornando sua nomeação como juíza-chefe nula e sem efeito. Sereno enfrentou desaprovação da administração do presidente Rodrigo Duterte por expressar suas críticas à guerra contra as drogas nas Filipinas, e alguns consideraram a petição como politicamente motivada. Ao mesmo tempo em que foi removida do cargo, Sereno também enfrentava um julgamento de impeachment antes do deferimento da petição, mas após sua concessão, tal julgamento se tornou irrelevante e nunca foi agendado.